# Hantec
Der Hantec ist eine Mundart, die im Großraum der Stadt Brünn (tschechisch Brno) in Mähren gesprochen wird. Diese Umgangssprache ist angelehnt an die und eine Mischung aus den Sprachen der slawischen Hannaken, der ehemals deutschsprachigen Einwohner (mit bairisch-österreichischem Dialekt) und der jüdischen Bevölkerung (mit Jiddisch). Häufige Verwendung findet die Brünner Umgangssprache in den traditionellen Handwerksberufen (z. B. Bezeichnung von Werkzeugen). In den letzten Jahren besinnen sich immer mehr junge Menschen dieser Tradition, so dass eine lokale Kultur mit zeitgenössischen Liedern, Literatur und neuen Begriffen entsteht.

## Wortbeispiele
| šalina  | „Straßenbahn“            | aus dem Deutschen, „elektrische Linie“ |
| čurina  | „Spaß“                   |                                        |
| hokna   | „Arbeit“                 | von dialektal „Hackn“                  |
| zoncna  | „Sonne“                  | aus dem Deutschen                      |
| Prýgl   | Brünner Stausee          |                                        |
| love    | „Geld“                   |                                        |
| čórka   | „Diebstahl“              | aus dem Romani                         |
| erteple | „Erdapfel“ = „Kartoffel“ |                                        |
| fusakle | „Socken“, „Fußsocken“    | von „Fuß“(bekleidung)                  |
| helfnót | „helfen“                 |                                        |
| hercna  | „Herz“                   |                                        |
| ksicht  | „Gesicht“                |                                        |
| fachmon | „Fachmann“               |                                        |
| flastr  | „Pflaster“               | oder auch Strafe/Geldbuße              |
| koc     | „Katze“                  | die Freundin / eine Geliebte           |